# Cormes
Cormes ist eine französische Gemeinde mit 886 Einwohnern (Stand 1. Januar 2022) im Arrondissement Mamers im Département Sarthe in der Region Pays de la Loire. Cormes gehört zum Kanton La Ferté-Bernard und zum Gemeindeverband Communauté de communes du Pays de l’Huisne Sarthoise. Die Einwohner werden Corméens genannt.

## Geographie
Cormes liegt etwa 35 Kilometer nordöstlich von Le Mans. Umgeben wird Cormes von den Nachbargemeinden
- Cherré-Au mit Cherré im Südwesten und Westen und Cherreau im Norden und Nordwesten,
- Ceton im Nordosten,
- Théligny im Osten,
- Courgenard im Süden und Südosten.

## Bevölkerungsentwicklung
| 1962                      | 1968 | 1975 | 1982 | 1990 | 1999 | 2006 | 2013 |
| ------------------------- | ---- | ---- | ---- | ---- | ---- | ---- | ---- |
| 655                       | 587  | 679  | 613  | 785  | 855  | 839  | 897  |
| Quelle: Cassini und INSEE |      |      |      |      |      |      |      |

## Sehenswürdigkeiten

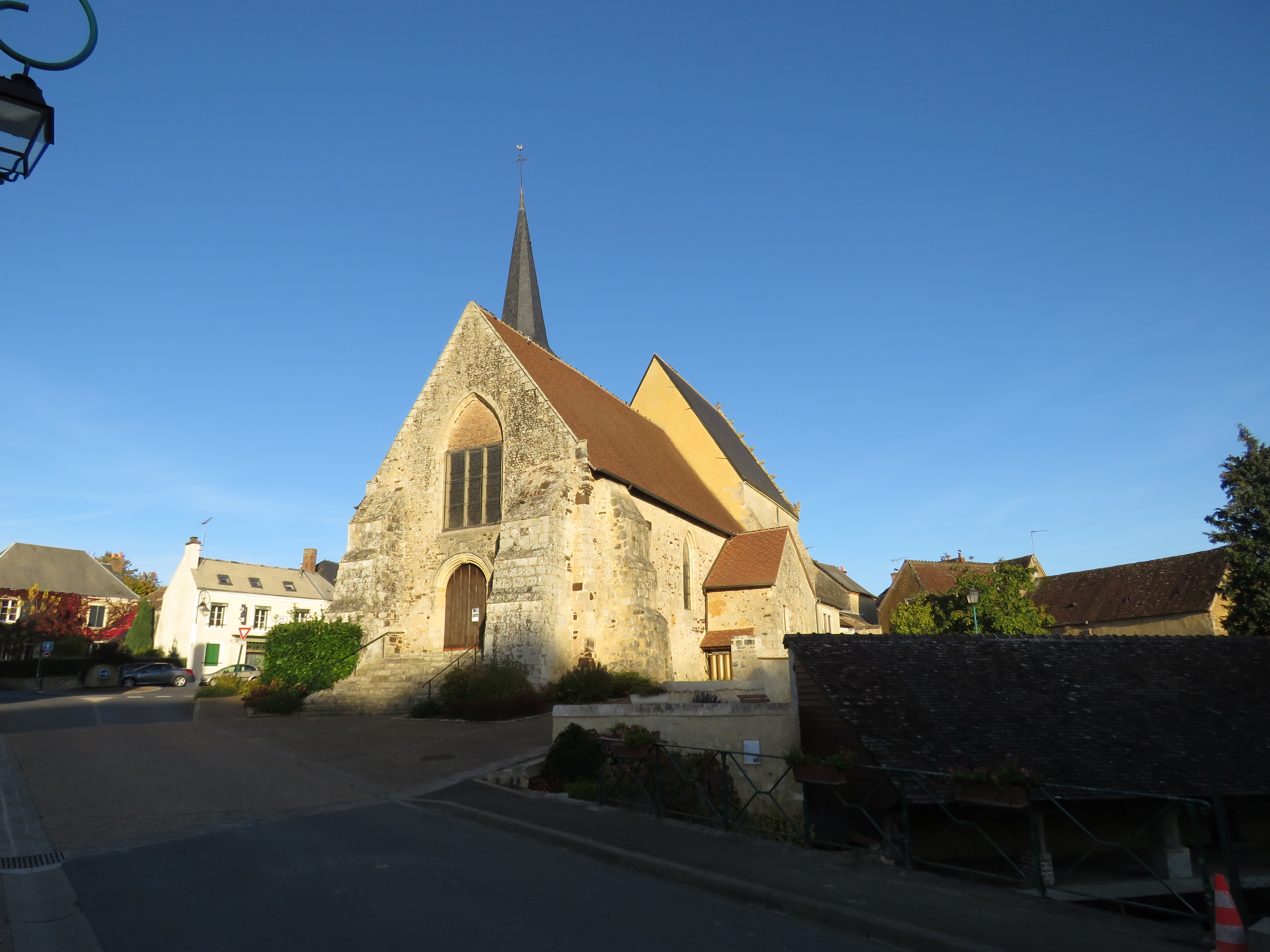
Kirche Saint-Denis

- Kirche Saint-Denis aus dem 11. Jahrhundert mit Umbauten aus dem 15./16. Jahrhundert, seit 1926 Monument historique